# An Invitation to Tragedy
An Invitation to Tragedy is het derde studioalbum van de Amerikaanse punkband Bigwig. Het album werd uitgegeven op 21 augustus 2001 via het platenlabel Fearless Records op cd en is het tweede studioalbum dat de band via Fearless heeft laten uitgeven. Het voorgaande album liet Bigwig onder Kung Fu Records uitgeven. An Invitation to Tragedy is het eerste album van Bigwig dat geen hidden track of bonustrack bevat.
In de periode tussen de uitgaves van het voorgaande studioalbum Stay Asleep (1999) en An Invitation to Tragedy heeft Bigwig weer enkele veranderingen in de formatie ondergaan. De basgitarist op dit album is Max Béchard, die alleen aan dit album van Bigwig heeft meegewerkt, en de slaggitarist is Jeremy Hernandez, waarvoor ook geldt dat hij alleen aan dit album van Bigwig heeft meegewerkt. Beiden verlieten Bigwig om later in 2001 de band Near Miss op te richten. Een van de artiesten die de achtergrondzang verzorgden was Keith Yosco, die later bij de band kwam spelen als drummer.

## Nummers
In 2001 werd ook een split-ep met de band Glasseater (Bigwig/Glasseater) uitgegeven. Op dit album staan twee nummers van elke band. Van Bigwig zijn dit de nummers "Sore Loser" en "Counting Down", die ook op dit album staan.
1. "Waste" - 1:30
2. "Sink or Swim" - 2:45
3. "Sore Losers" - 2:17
4. "Moosh" - 2:40
5. "Thinning the Herd" - 2:45
6. "Mr. Asshole" - 2:15
7. "Blinded" - 2:25
8. "Hope" - 2:42
9. "Counting Down" - 3:10
10. "Alone in New Jersey" - 3:05
11. "Appreciation" - 1:13
12. "Who Am I to Say" - 2:41
13. "Static" - 3:28

## Band
- Max Béchard - basgitaar
- Matt Gray - drums
- Jeremy Hernandez - slaggitaar
- Tom Petta - zang, gitaar